# 松平勘敬
松平 勘敬（まつだいら すけゆき）は江戸時代前期から後期にかけての旗本。
島原藩4代藩主松平忠刻の父。

## 略歴
旗本・小笠原常春の次男として誕生。宝永3年（1706年）8月29日、母方の叔父にあたる松平重矩の養子となって家督を継ぎ、10月1日、5代将軍・徳川綱吉に拝謁。
正徳4年（1714年）3月1日大坂船手に就き、5月28日に布衣の着用を許される。
享保9年（1724年）3月7日大坂町奉行に転任、4月1日従五位下日向守に叙任。享保17年（1732年）享保の飢饉の際に飢餓民救済を担当、その功績を賞され翌年8月28日時服3領と黄金5枚を賜る。
元文3年（1738年）2月28日普請奉行に転任。元文5年（1740年）8月4日小姓組番頭に転任。寛保3年（1743年）6月12日書院番頭に転任。
寛延2年（1749年）3月26日留守居に転任。同年11月13日に職を辞し、12月29日（1750年2月5日）死去。享年64。
四谷の西迎寺に葬られた。子の常唯が家督を継いだ。

## 系譜
父母
- 小笠原常春（実父）
- 松平重良養女 - 戸田正吉の娘（実母）
- 松平重矩（養父）
- 松平定由の娘（養母）

子女
- 松平忠刻（次男）
- 松平常唯（四男）
- 松平常尹（五男）
- 杉浦政武室、のち大岡安直室（長女）
- 松平忠刻養女（次女） - 松平勝尹室
- 桜井在屋室（四女）